# Sphondylium panaces
Sphondylium panaces är en flockblommig växtart som beskrevs av Joseph Gaertner. Sphondylium panaces ingår i släktet Sphondylium och familjen flockblommiga växter. Inga underarter finns listade i Catalogue of Life.